# Паровоз О
Паровоз О («Основний»; рос. основной) — перший паровоз, що став основним у локомотивному парку російських залізниць. У період з 1890 по 1915 роки на дванадцяти паровозобудівних заводах виготовлено понад 9 тис. локомотивів цієї серії, що зробило паровоз О наймасовішим з дореволюційних локомотивів. Цей локомотив працював на всіх державних і більшості приватних залізниць Російської імперії, а також і на всіх залізницях Радянського Союзу. Найвідоміші (і наймасовіші) різновиди — Ов і Од, що отримали прізвиська відповідно «овечка» і «джойка». Також паровози О, бувши основними локомотивами бронепотягів, що брали участь у громадянській і Німецько-радянській війнах.

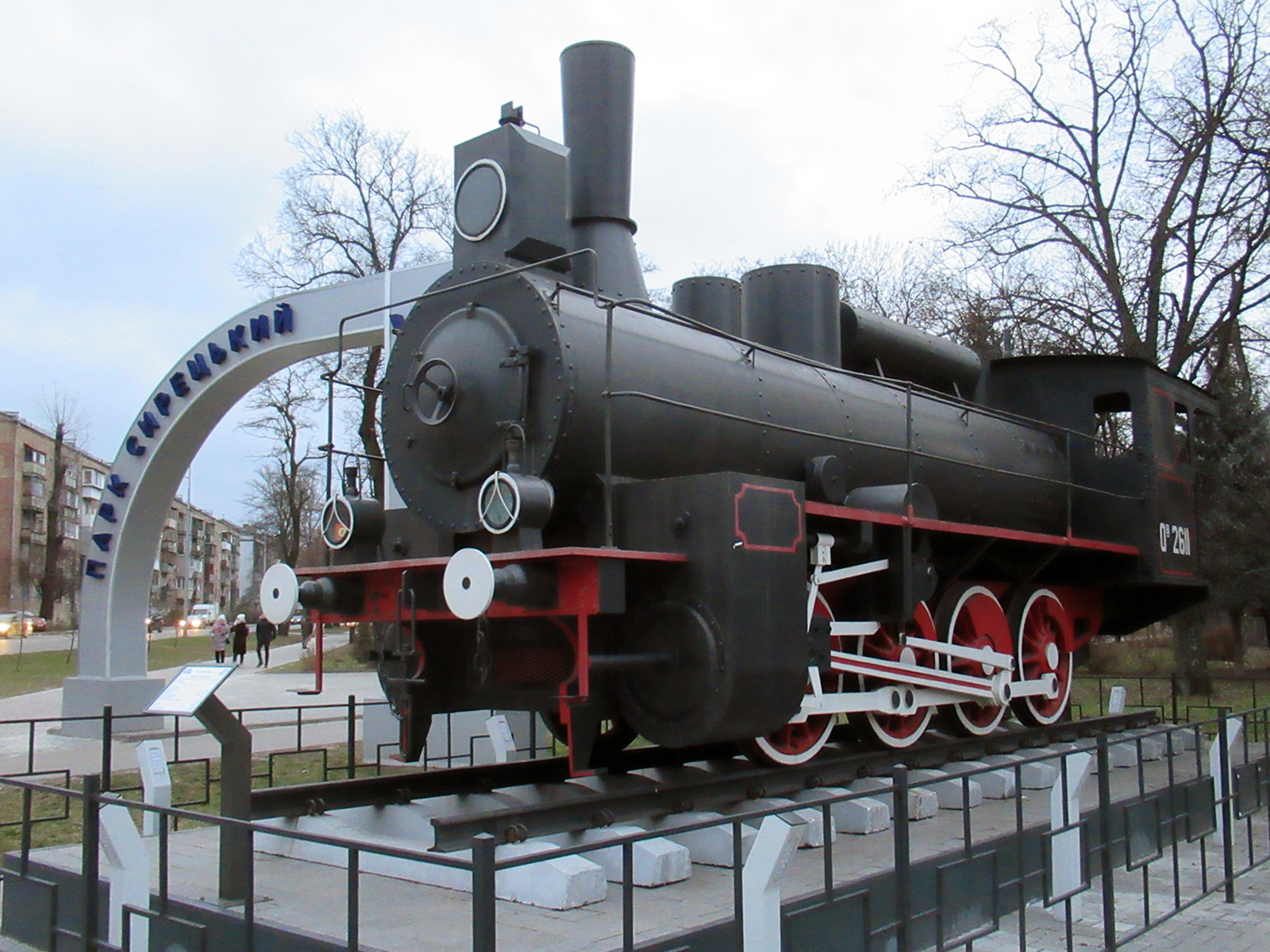
макет паровозу О^{в}-2611 у передо входом до київської дитячої залізниці